# Nikołaj Tichonrawow
Nikołaj Sawwicz Tichonrawow (ros. Никола́й Са́ввич Тихонра́вов) (ur. 15 października 1832 w Szeremietiewie, zm. 9 grudnia 1893 w Moskwie) – rosyjski historyk literatury, filolog i archeograf.

## Życiorys
Po ukończeniu studiów w Instytucie Pedagogicznym, Tichonrawow w roku 1859 został profesorem Uniwersytetu Moskiewskiego. Od roku 1890 członek Rosyjskiej Akademii Nauk. Był przedstawicielem tzw. szkoły kulturowo-historycznej, której założenia metodologiczne były oparte na ideach pozytywistycznych, zwłaszcza H. Taine'a. Badał piśmiennictwo staroruskie, był edytorem wielu zabytków (m.in. Letopisi russkoj litieratury i driewnosti t. 1-5 1859-63) oraz autorem szczegółowych, obszernych rozpraw, z których większość do dziś zachowała wartość źródłową. 